# 郑琴
郑琴（1971年—），女，中国足球运动员，中国国家女子足球队成员。曾代表中国参加2006年亚足联女子亚洲杯。